# Святой Владимир (линейный корабль)
«Святой Владимир» или «Князь Владимир» — 66-пушечный парусный линейный корабль Черноморского флота Российской империи. Один из пяти кораблей типа «Слава Екатерины», строившихся на Херсонской верфи. Был заложен 1 (12) августа 1785 года, спущен на воду 15 (26) мая 1787 года. Строительство вёл С. И. Афанасьев по чертежам А. С. Катасанова.
Корабли данного типа имели такие же главные размерения, как и корабли, строившиеся в Архангельске: 48,8×13,5×5,8 м. Вооружались 30-, 12-, 8- или 6-фунтовыми пушками (всего от 66 до 72 орудий) и четырьмя «единорогами». В мирное время экипаж составлял 476 человек, в случае войны мог увеличиваться до 688 человек.
Участвовал в Русско-турецкой войне 1787—1791 годов.

## История службы
2 октября 1787 года корабль с Лиманской эскадрой контр-адмирала Н. С. Мордвинова вышел от Глубокой Пристани и направился к Кинбурну. На следующий день в двух милях от Очакова русская эскадра обнаружила турецкие корабли и встала на якорь. 4 октября эскадра отразила атаку турецкой гребной флотилии, а 20 октября эскадре пришлось уйти в лиман, так как на море начался шторм.
2 июня 1788 года «Святой Владимир» под командованием Алексиано Панагиоти в составе Лиманской эскадры прибыл в район между Очаковом и Кинбурном и с 7 по 17 июня, в роли флагманского корабля эскадры под командованием контр-адмирала Джон Пола Джонса, принимал участие в сражениях с турецким флотом, а до 21 ноября 1788 года — в блокаде Очакова. Весной 1789 года корабль перешёл из лимана в Севастополь.

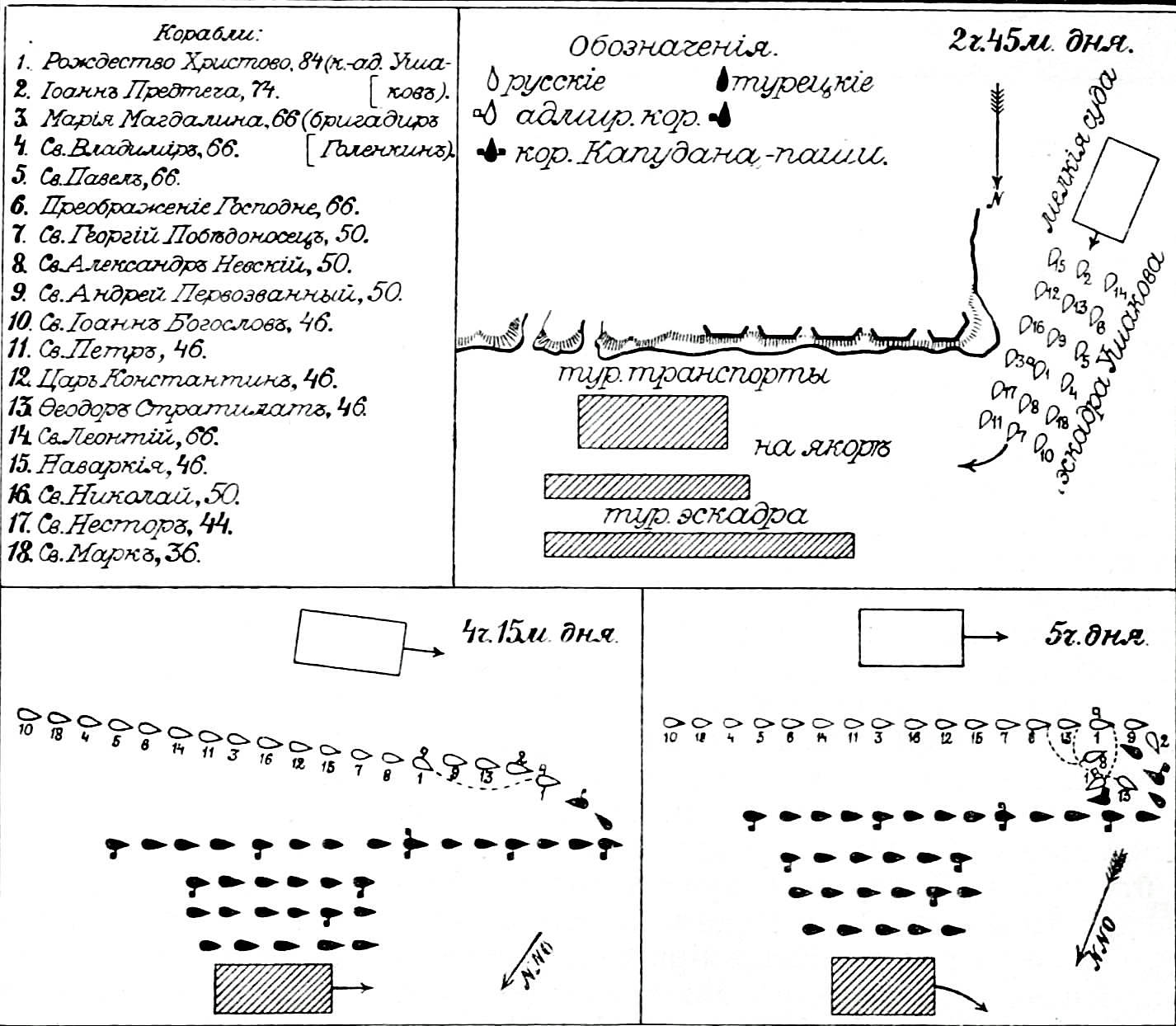
Битва при Калиакрии 1791 (из статьи «Калиакрия» «Военная энциклопедия Сытина»). Линейный корабль Св. Владимир в ордере русских показан позицией 4.

С сентября по ноябрь 1789 года с эскадрой Ф. Ф. Ушакова «Святой Владимир» крейсировал в районе острова Тендра и устья Дуная, а с июля по сентябрь следующего года — в Чёрном море с целью поиска судов противника.
8 июля корабль принял участие в Керченском сражении, 28 августа — в сражении у мыса Тендра.
В октябре—ноябре 1790 года корабль в составе эскадры прикрывал проход русских гребных судов из Днепра в Дунай, а 10 июля 1791 года с эскадрой контр-адмирала Ф. Ф. Ушакова вновь вышел из Севастополя на поиск кораблей Турции. С 12 по 15 июля эскадра преследовала турок, которым, тем не менее, удалось оторваться благодаря начавшемуся шторму.
31 июля «Святой Владимир» принимал участие в сражении при Калиакрии, а 20 августа вернулся в Севастополь.
В 1794 и 1796 годах корабль с эскадрами ходил в практические плавания в Чёрное море. 5 мая 1798 года с эскадрой вице-адмирала Ушакова вышел из Севастополя в крейсерство. 6 мая в условиях тумана корабль столкнулся с фрегатом «Александр Невский». В результате столкновения «Святой Владимир» сломал бушприт и вернулся в Севастополь.
После этого корабль стоял в Севастопольском порту, в море не выходил.
«Святой Владимир» был разобран после 1804 года.

## Командиры
Командирами корабля «Святой Владимир» служили:
1. до августа 1787 года — П. П. Клавер
2. с августа 1787 года по 1788 год — М. И. Чефалиано
3. с мая 1788 года по август 1788 года — Алексиано Панагиоти как командир, Джон Пол Джонс, как командующий эскадрой, в которой флагманским кораблём был «Св. Владимир»[3]; также в отдельные моменты, когда Джон Пол Джонс отсутствовал на корабле, полное командование передавалось[4] Алексиано Панагиоти[5].
4. с 1789 года до сентября 1790 года — А. А. Обольянинов
5. с сентября 1790 года по 1791 год — П. В. Пустошкин
6. 1792—1797 годы — И. А. Селивачев
7. до июня 1798 года — Т. Г. Перский
8. с июня по ноябрь 1798 года — А. Я. Башуцкий
9. 1799—1801 годы — Г. С. Карандино
10. 1803 год — С. И. Рубец